# Escíncids
Els escíncids (Scincidae) són una família de sauròpsids (rèptils) escatosos del subordre dels saures. Amb altres famílies de llangardaixos, com Lacertidae, formen l'infraordre dels Scincomorpha.
Aquesta família inclou nombrosos gèneres i espècies, difosos especialment a Àfrica, al sud d'Àsia i a Austràlia. N'hi ha pocs representants als Països Catalans, entre aquests hi ha la bívia ibèrica que viu al País Valencià. Normalment els escíncids tenen potes curtes o bé molt febles, i algunes espècies no en tenen. Gairebé tots els escíncids són de dimensions petites o mitjanes. Tenen el tronc molt allargat i el cap aixafat. Són ovípars o vivípars, especialment diürns i d'hàbitats molt diversos. Una gran part de les espècies habiten a la sorra on els agrada enterrar-se. Hi ha altres però que són arborícoles i tenen la cua prènsil. Els escíncids són generalment carnívors.

## Taxonomia
Alguns gèneres importants, com Mabuya encara no han estat prou estudiats. Per aquesta raó hi ha controvèrsies quant a la sistemàtica (per exemple la taxonomia de l'escíncid Eumeces skiltonianus.
- Ablepharus
- Acontias
- Acontophiops
- Afroablepharus
- Amphiglossus
- Androngo
- Anomalopus
- Apterygodon
- Asymblepharus
- Ateuchosaurus
- Barkudia
- Bartleia
- Bassiana
- Brachymeles
- Caledoniscincus
- Calyptotis
- Carlia
- Cautula
- Chabanaudia
- Chalcides
- Chalcidoseps
- Coeranoscincus
- Cophoscincopus
- Corucia
- Cryptoblepharus
- Cryptoscincus
- Ctenotus
- Cyclodina
- Cyclodomorphus
- Dasia
- Davewakeum
- Egernia
- Emoia
- Eremiascincus
- Eroticoscincus
- Eugongylus
- Eulamprus
- Eumeces
- Eumecia
- Euprepes
- Eurylepis
- Eutropis
- Feylinia
- Fojia
- Geomyersia
- Geoscincus
- Glaphyromorphus
- Gnypetoscincus
- Gongylomorphus
- Gongylus
- Graciliscincus
- Haackgreerius
- Hemiergis
- Hemisphaeriodon
- Isopachys
- Janetaescincus
- Lacertaspis
- Lacertoides
- Lacertus
- Lamprolepis
- Lampropholis
- Lankascincus
- Larutia
- Leiolopisma
- Leptoseps
- Leptosiaphos
- Lerista
- Lioscincus
- Lipinia
- Lobulia
- Lubuya
- Lygisaurus
- Lygosoma
- Mabuya
- Macroscincus
- Marmorosphax
- Melanoseps
- Menetia
- Mesoscincus
- Mochlus
- Morethia
- Nangura
- Nannoscincus
- Neoseps
- Nessia
- Niveoscincus
- Notoscincus
- Novoeumeces
- Oligosoma
- Ophiomorus
- Ophioscincus
- Pamelaescincus
- Panaspis
- Papuascincus
- Parachalcides
- Paracontias
- Paralipinia
- Parvoscincus
- Phoboscincus
- Plestiodon
- Prasinohaema
- Proablepharus
- Proscelotes
- Pseudoacontias
- Pseudemoia
- Pygomeles
- Riopa
- Ristella
- Saiphos
- Saproscincus
- Scelotes
- Scincella
- Scincopus
- Scincus
- Scolecoseps
- Sepsina
- Sigaloseps
- Simiscincus
- Sphenomorphus (probablement parafilètic)
- Sphenops
- Tachygia
- Tiliqua
- Tribolonotus
- Tropidophorus
- Tropidoscincus
- Typhlacontias
- Typhlosaurus
- Voeltzkowia